# Peter Lucas Colsman

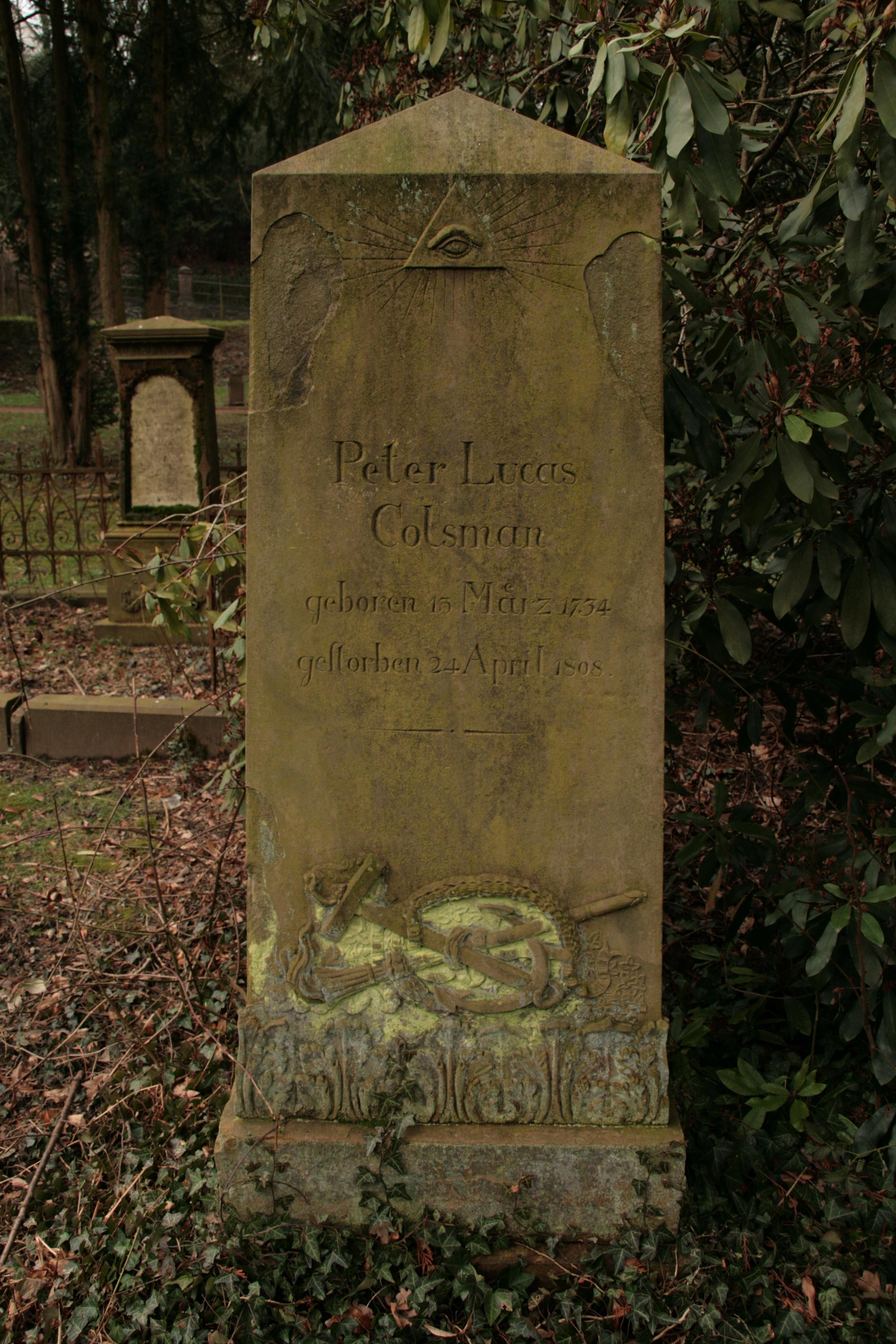
Grabstein Peter Lucas Colsmans, auf dem alten Evangelischen Friedhof in Langenberg

Peter Lucas Colsman (* 13. März 1734 in Langenberg; † 24. April 1808 ebenda) war ein deutscher Seidenfabrikant im bergischen Langenberg.

## Leben
Colsman war seit 1740 Vollwaise und wuchs daher bei seiner Taufpatin auf. Im Haus der Familie Bleckmann wurde er unterrichtet und erhielt auch Sprachunterricht. Seit 1745 lebte er bei der Familie Dahlmann, ehe er 1747 eine kaufmännische Lehre in seiner Geburtsstadt begann. Zur Erweiterung seiner Kenntnisse kam er 1752 als „Handelsdiener“ zur Firma von der Leyen nach Krefeld.
Im Jahr 1755 heiratete er und gründete in seiner Heimatstadt eine Seidenmanufaktur, die heutige Weberei Gebrüder Colsman (Essen). Er engagierte sich darüber hinaus in der Gemeinde und als Konsistorialrat. Im Jahr 1764 wurde er zum Schöffen auf Lebenszeit ernannt.
Durch die Pachtung der beiden in Langenberg bestehenden Korn- und Lohmühlen im Jahr 1777 weitete er seine Geschäftstätigkeit aus. Sein Unternehmen firmierte seit 1794 nach dem Eintritt seiner Söhne als „Peter Lucas Colsman & Söhne“. Im Jahr 1802 ging der Betrieb an die Söhne Peter Lucas (1757–1816) und Johann Wilhelm (1767–1833) über und firmiert seither unter dem Namen „Gebrüder Colsman“.